# Королевство Англия
Королевство Англия (англ. Kingdom of England) — государство в Западной Европе, занимавшее южную часть острова Великобритания, известное с 927 года. После объединения с королевством Шотландия в 1707 году трансформировалось в королевство Великобритания.
В 927 году англосаксонские королевства были объединены Этельстаном (ок. 927—939). В 1016 году королевство вошло в состав Северной морской империи Кнуда Великого, личного союза между Англией, Данией и Норвегией. Нормандское завоевание Англии в 1066 году привело к переводу английской столицы и главной королевской резиденции из Уинчестера в Вестминстер, а Лондонский Сити быстро утвердился как крупнейший и главный коммерческий центр Англии.
Историю королевства Англии от нормандского завоевания 1066 года условно различают периоды, названные в честь последовательных правящих династий: Нормандская — 1066—1154, Плантагенетовская — 1154—1485, Тюдоровская — 1485—1603 и Стюартов — 1603—1714.
Титул короля (королевы) Англии формально утратил своё значение с 1707 года, но фактически употребляется до сих пор. Нынешний монарх Соединённого Королевства, король Карл III, является правопреемником монархов Англии.

## Наименование
Название «Англия» (англ. England [ˈɪŋɡlənd]) происходит от древнеанглийского Engla land (Engelond), означающего «земля англов». Самое раннее упоминание термина «Engla londe» содержится в переводе на древнеанглийский язык труда «Церковная история народа англов» историка и богослова Беды Достопочтенного, сделанного в IX веке.
Англы, давшие название стране, были одним из германских племён, которые поселились на территории современной Великобритании в раннем средневековье. Этот народ жил на полуострове Ангельн, расположенного в восточной части Ютландии в районе Кильской бухты (ныне — германская земля Шлезвиг-Гольштейн). Самое раннее упоминание названия народа встречается в труде Тацита I века «Германия», где он назван латинским словом лат. Anglii. Лингвисты высказывают разные точки зрения на его этимологию; было высказано предположение, что оно происходит от формы полуострова Ангельн, схожей с углом.
В эпоху великого переселения народов, начиная с III века и наиболее интенсивно — в середине V века, англы вместе с соседними германскими племенами саксов, ютов и фризов переселялись в Британию, населённую в то время преимущественно христианизированными Римом кельтскими племенами. Истребляя местное население и воюя с саксами и ютами, англы создали там три королевства: северных англов — Нортумбрия, срединных англов — Мерсия и Восточная Англия. В VII—X веках нашей эры англы и саксы слились в единый этнос, который стали именовать «англосаксы», чтобы отличить их от континентальных саксов (Eald-Seaxe), обитавших между реками Везер и Эйдер в северной Германии. В среднеанглийском языке название «Engla land» трансформировалось в «England».
В шотландском гэльском языке, который использовался на острове Великобритания, территория получила название по имени англосаксов — «Sasunn»; аналогично, валлийское название для Англии — «Saesneg».
С древнеанглийского периода название Англия использовалось для обозначения южной части острова Великобритания, обычно исключая Уэльс; при раннем использовании оно включало территорию, простирающуюся до севера до залива Ферт-оф-Форт. Латинским названием страны было Anglia или Anglorum terra. К XIV веку Англией стали называть весь остров Великобритания.
Англосаксонские монархи, начиная с Этельстана, использовали титул «король англичан» (лат. rex anglorum). Исключением был датский король Кнуд Великий, который, завоевав Англосаксонское королевство, именовал себя королём Англии. В нормандский период монархи в основном использовали титул «Rex Anglorum», хотя иногда использовался и титул «Rex Anglie» (король Англии). Только начиная с Иоанна Безземельного монархи стал именовать себя королями или королевами Англии, исключив остальные титулы.
В 1604 году король Яков I, объединивший в своих руках английскую и шотландскую корону, принял титул «король Великобритании» (англ. King of Great Britain), не переводя его на латынь. Однако английский и шотландский парламенты не признавали данный титул до 1707 года, когда был принят акт об унии.
Согласно Оксфордскому словарю английского языка, современное написание топонима «Англия» (England) установилось лишь к 1538 году.

## История

### Англосаксонский период

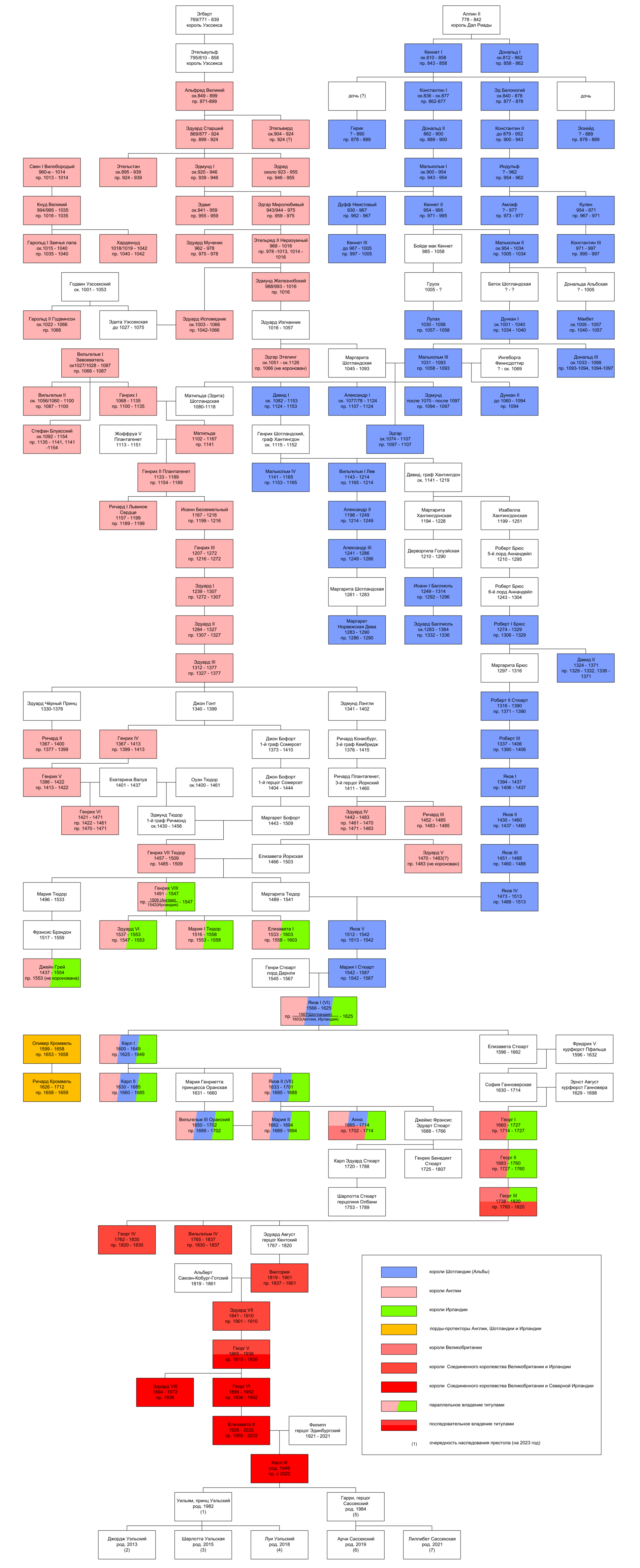
Генеалогия королей Англии и Шотландии

В 407 году римские легионы покинули Британию, что означало окончание римского владычества на островах, поскольку больше они обратно не вернулись. Вслед за легионами Британию покинули и римские колонисты. В результате жившие в ней кельты оказались фактически предоставлены сами себе, кроме того, в романизированную Британию начали переселяться кельты из окружающих её земель, в первую очередь скотты из Ирландии. Романизированные кельты были частично истреблены или покорены, часть переселилась в Галлию. Хотя часть кельтской знати и пыталась поддерживать римские традиции, но к началу VI веку они были утрачены.
В течение V века усилилась кельтская знать, превратившись в земельных магнатов, которые начали междоусобицы за владения и рабов. При этом отсутствовала какая-то централизованная власть, которая могла бы сдерживать магнатов. В результате Британия не могла дать отпор начавшемуся англосаксонскому вторжению.
Враждовавшие вожди приглашали с континента на службу себе дружины германских племён англов, саксов и ютов, которые оставались зимовать в Британии. Эти дружины стали первыми завоевателями. Достоверных сведений о завоевании известно мало, дошедшие до нас известия достаточно скудны и часто носят легендарный характер. На завоёванных территориях постепенно начали возникать мелкие англосаксонские королевства, которые в результате междоусобиц объединились в 7 наиболее крупных. Юты основали около 475 года Кент, саксы — Суссекс, Уэссекс (королевство западных саксов) и Эссекс, англы — Нортумбрию Восточную Англию и Мерсию. Этот период истории Англии известен как эпоха семикоролевья или эпоха гептархии. Наиболее могущественными среди королевств оказались Нортумбрия, Мерсия и Уэссекс, граничившие с заселёнными бритами землями, на которые они могли нападать. Возвышение Уэссекса началось в 560-е годы, Мерсии — в VII веке, Нортумбрии, возникшей после присоединения Дейры к Берниции, — с конца VI века.
Первоначально самым могущественным королевством был Уэссекс, король которого Ине, правивший в 688—726 годах, смог захватить юг Британии (Сомерсет, Суссекс и Кент), а также пытался завоевать Мерсию. Однако после отречения Ине в Уэссексе начались междоусобицы, которыми воспользовалась Мерсия. В итоге короли Мерсии смогли завоевать Уэссекс, а также начали войну с Нортумбрией, которая оказывала им упорное сопротивление.
Гегемония Мерсии в Британии продолжалась до середины VIII века. Нортумбрия смогла защититься от нападений мерсийцев, а в 753 году Уэссекс смог получить независимость, однако в королевствах не прекращались междоусобицы. Мерсия вновь усилилась во время правления в 757—796 годах короля Оффы, который смог захватить Эссекс, Суссекс и Восточную Англию, установил границу с Уэльсом между устьями рек Ди и Уай, ему подчинялся и Кент. Но смерть Оффы помешала ему объединить Англию. После этого за гегемонию в Англии боролись Уэссекс и Нортумбрия.
В Мерсии после смерти Оффы шли междоусобицы, чем воспользовался король Уэссекса Экберт, начавший в 825 году войну с Мерсией. Воспользовавшись этим, восстала Восточная Англия, отделившись от Мерсии. А в 829 году Экберт покорил всю Мерсию. Ещё раньше он присоединил к своим владениям и Кент. В результате в руках Экберта оказалась большая часть Англии, из-за чего некоторые историки считают его первым королём Англии, хотя сам он этого титула никогда не носил. Нортумбрия сохраняла независимость, а по сообщению Англосаксонской хроники, в 830 году в Мерсии вновь получил трон свергнутый ранее Эгбертом король Виглаф.
В 830-е годы начались нападения на Англию норманнов (в основном датчан), разорявшие города и монастыри и захватывавшие людей в рабство. В результате Экберту и его преемнику Этельвульфу пришлось вести против них ожесточённую борьбу. В 866—868 годах датчане захватили Нортумбрию и Восточную Англию, а король Мерсии был вынужден платить им дань, признав сюзеренитет завоевателей. Однако королю Уэссекса Этельреду I удалось договориться с норманнами о мире.

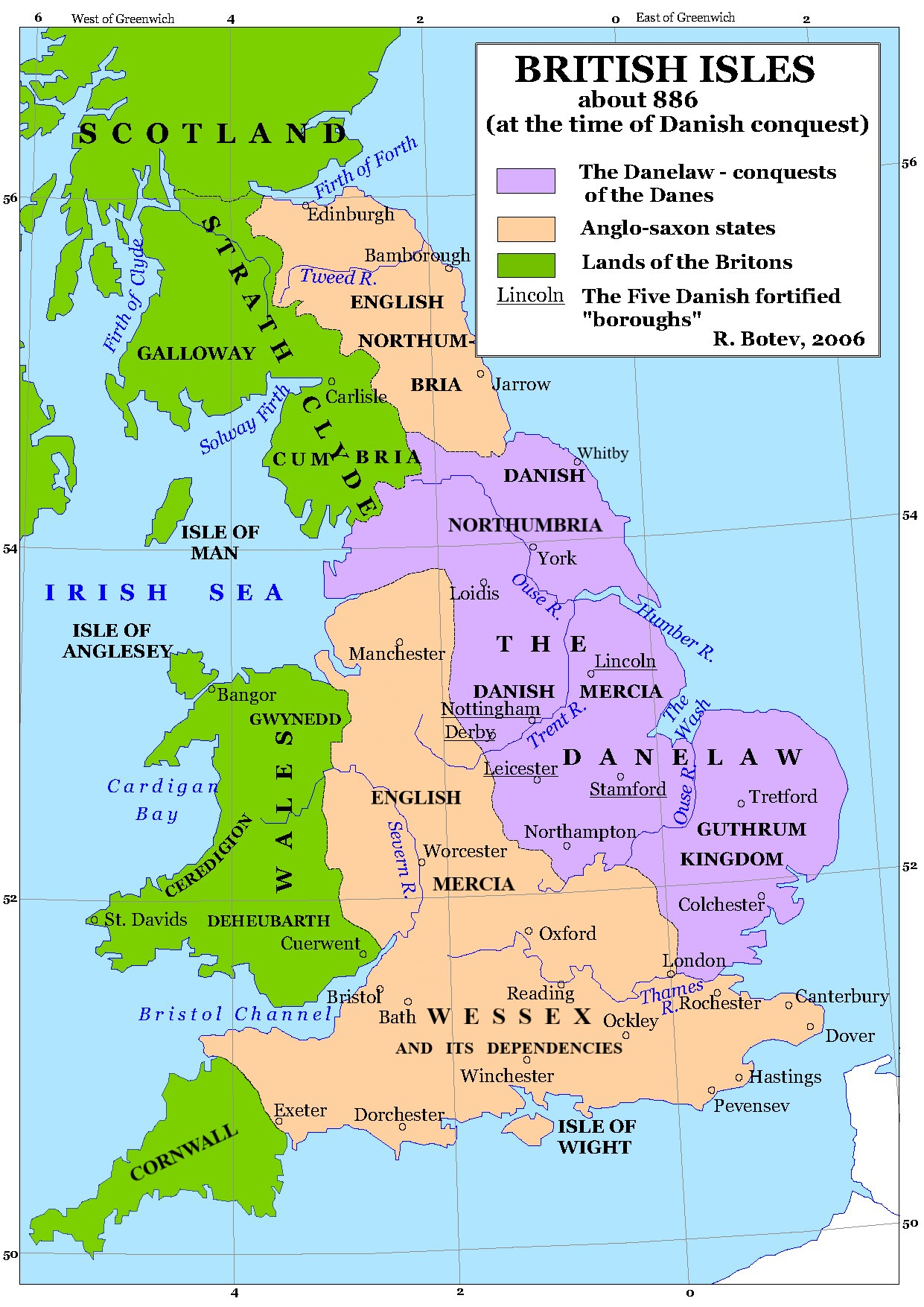
Англия в 886 году

В 871 году датчане напали на Уэссекс, но сменившему Этельреда Альфреду Великому удалось откупиться от нападавших. Через несколько лет война возобновилась, но в 879 году Альфред заключил Уэдморский договор, по которому Англия была поделена на 2 части. Альфред сохранял практически весь юго-запад, включая Уэссекс и часть Мерсии, а датчане — Нортумбрию, Восточную Англию и часть Мерсии. Эта область получила название Денло (область датского права), а вождь датчан, Гутрум, принял христианство.
Воспользовавшись миром, Альфред начал укреплять своё королевство. Вдоль границ он возводил бурги. Кроме того, он за короткое время построил флот. Англосаксонская хроника в 897 году пишет, что построенные Альфредом корабли были длинными, благодаря чему они были быстрее, прочнее и устойчивее датских и фризских кораблей. Также Альфред реорганизовал сухопутную армию: вместо мобилизации всех крестьян в ополчение (фирд) вызывалась только половина населения — тэны, получавшие за службу земельные наделы. Фактически они были профессиональными воинами. В результате этих усилий Уэссекс усилился и смог успешно обороняться от датчан. Уже в 890 году Альфреду пришлось обороняться от нападения датчан под предводительством Гастингса, которого удалось изгнать только в 897 году. Также Альфред принял титул короля англосаксов, который использовали его преемники до 927 года, представляя себя правителем всех англосаксов, не находящихся под властью норманнов.
В 910 году королю Эдуарду Старшему, преемнику Альфреда, и его сестре Этельфледе, правившей в Мерсии, пришлось подавлять восстание знати и городов. Также он отразил новое нападение датчан и смог завоевать Восточную Англию. Также он начал подчинение Денло, в результате в 924 году его власть признавали в Северной Англии и Стратклайде. Его преемнику, Этельстану, пришлось воевать против объединённого союза Шотландии, Уэльса и Денло. В 927 году он захватил управлявшееся датчанами королевство Йорвик и первым из англосаксонских королей принял титул «король англичан» (лат. rex anglorum). Однако окончательно подчинить Денло удалось только королю Эдреду в 954 году, после чего нападения датчан прекратились почти до конца X века. Благодаря этому Англия смогла объединиться в одно королевство.
После смерти Эдреда на престоле в 955 году оказался несовершеннолетний Эдвиг, после чего началась борьба за власть между членами королевской семьи. Также против короля началось восстание знати Нортумбрии и Мерсии. При преемнике Эдвига, Эдгаре, фактическим правителем королевства в 959—975 годах был архиепископ Кентерберийский Дунстан. Благодаря его усилиям произошло окончательное покорение Денло, знать которой не только сохранила свои обычаи и права, но и получила высшие должности в государственном управлении и церковной иерархии. В это же время старое название, Британия, было окончательно вытеснено новым термином — Англия. В это же время увеличилась торговля с континентом, а также выросло значение Лондона, ставшего крупным торговым центром.
После смерти Эдгара вновь начались междоусобицы среди знати. Малолетний король Англии Эдуард был убит в 979 году, а Дунстан был вынужден передать власть элдормену Восточной Англии Этельвину, стоявшему во главе недовольной знати, посадившему на престол Этельреда Неразумного, младшего брата убитого короля, правившего до 1016 года. Фактическим правителем был Этельвин. Какое-то время ситуация в королевстве стабилизировалась, однако в 990-е годы вновь начались нападения датчан.

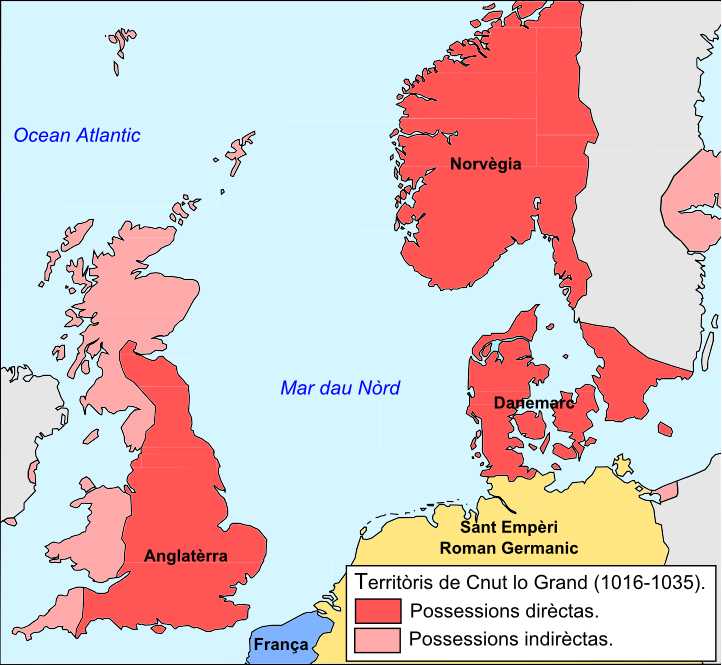
Королевство Кнуда Великого

В это время в Скандинавии образовалось 3 больших королевства — Дания, Норвегия и Швеция. И король Дании и Норвегии Свен I Вилобородый начал готовиться к завоеванию Англии. Ситуация осложнилась восстанием в Уэльсе. Первое нападение произошло в 991 году, чтобы норвежцы покинули Англию, королю пришлось заплатить им выкуп. Пытаясь укрепить положение королевской власти и освободиться от влияния знати, Этельред решил начать борьбу против магнатов. Некоторых ему удалось изгнать из королевства. В 992 и 994 годах повторилось вторжение норвежцев и датчан, но королю вновь удалось откупиться от нападавших.
После 994 года Этельред смог упрочить свою власть. Произошло это во многом благодаря тому, что он опирался не на старую англосаксонскую власть, эрлов, а на сословие тэнов, роль которых выросла. Также флоту Этельреда удавалось достаточно успешно бороться с датскими и норвежскими пиратами, что также усиливало авторитет короля. Однако эрлы были недовольны возвышением тэнов, поэтому противодействие королю внутри Англии оставалось.
Желая найти союзника против датчан, Этельред заключил договор с герцогом Нормандии Ричардом I, а в 1002 году для закрепления союза женился на его дочери Эмме. Однако уже в 1003 году флот Свена Вилобородого вторгся в Англию и в течение 4 лет терроризировал берега южной и восточной Англии. Убрался он только после большого выкупа, но вскоре появились норвежцы, которые стали грабить Мерсию и Восточную Англию. В то же время при английском дворе усилилось противостояние эрлов и тэнов. При этом некоторые тэны сами становились эрлами, претендуя на роль магнатов, кто-то из них становился могущественнее короля.
В 1013 году началось новое датское вторжение. После жестокой и непродолжительной войны датчане разграбили многие города, удалось подчинить в том числе и Лондон. Сам Свен провозгласил себя королём Англии, но в начале 1014 года умер, после чего датский флот отправился домой. В Англии же возобновились междоусобицы.
В 1015 году сын Свена, Кнуд Великий, упрочивший власть дома, возобновил вторжение в Англию во главе большого флота, причём на его сторону перешёл элдормен Мерсии. В 1016 году умер Этельред, после чего королём стал его сын Эдмунд Железнобокий, который оказал датчанам яростное сопротивление. В 1017 году Кнуд и Эдмунд заключили договор, по которому Англия оказалась поделена между ними по Темзе, но смерть Эдмунда через несколько дней сделала Кнуда единовластным правителем королевства. В результате его держава теперь включала в себя 3 королевства: Данию, Норвегию и Англию.
Став правителем Англии, Кнуд расправился с элдорменом Мерсии, а также братом Эдмунда — Эдвином, а также значительно урезал власть элдорменов, поставив для управлениями частями королевства чиновников — эрлов (графов). Кроме того, он женился на вдове Этельреда, Эмме, которая во время датского завоевания Англии с сыновьями находилась в Нормандии.
Кнуд умер в 1035 году, после чего вновь начались усобицы. Англия оказалась разделена между двумя сыновьями покойного короля, Гарольдом I и Хардекнудом. Сторонники прежней династии попытались воспользоваться борьбой братьев за власть: в Англии высадился один из сыновей Этельреда, Альфред Этелинг, имевший армию в 900 рыцарей, но успеха он не добился. Гарольд I умер в 1040 году, после чего Хардекнуд оказался единовластным правителем. Недовольная его правлением знать готовила восстание, но в 1042 году король умер.
Не желая нового датского короля, англосаксонская знать, которую возглавил эрл Уэссекса Годвин, выбрала королём Эдуарда Исповедника, сына Этельреда Неразумного и Эммы Нормандской, жившей с 1016 году в Нормандии. Вместе с новым королём в Англию перебралось немало нормандцев, в результате чего англосаксонская власть потеряла своё влияние на короля. Хотя Годвину удалось женить короля Эдуарда на своей дочери, сам он оказался отодвинут от государственных дел. Конфликт между англосаксонской и нормандской знатью привёл к открытому столкновению в 1051 году, в результате чего Годвин оказался изгнан, а королева Эмма, его дочь, была заточена в монастырь.
Но в 1052 году Годвин собрал флот и появился на Темзе, у него оказалось немало сторонников, в результате чего Эдуард был вынужден уступить. Годвин вернул своё положение, став фактическим правителем Англии, а представители нормандской знати бежали на континент.
Годвин умер в 1053 году, после чего правителем Англии стал его сын Гарольд. Под управлением Гарольда и членов его семьи находилось фактически половина земель Англии. При этом он попытался упрочить положение центральной власти, что вызвало недовольство среди знати, в том числе и его брата Тостига.

### Нормандское завоевание Англии

Норвежское вторжение в Англию в 1066 г. Пунктиром обозначены границы владений дома Годвина

Во время поездки в Нормандию Гарольд попал в плен к одному из вассалов герцога Нормандии Вильгельма. Выпущен он был только под обещание поддержать претензии герцога на английский престол после смерти не имевшего детей Эдуарда. Позже этим Вильгельм обосновал завоевание Англии.
Эдуард умер в январе 1066 года. Новым королём англосаксонская знать выбрала Гарольда, не желая оказаться под нормандским владычеством. Мерсия и Нортумбрия отказались признать его королём, Гарольду понадобилась военная сила, чтобы привести области к покорности, но северные эрлы Эдвин и Моркар, а также его собственный брат Тостиг затаили на него недовольство.
Однако главная угроза исходила из Нормандии. Герцог Вильгельм объявил, что Гарольд — узурпатор и клятвопреступник, ибо он не выполнил своё обещание поддержать его претензии на трон, который ему якобы был завещан Эдуардом Исповедником. Он обратился к папе римскому, прося благословить его на вторжение в королевство, которое и получил.
Нормандия в это время представляла собой могущественное и богатое государство. Если до 1060 года Вильгельм был занят внутренними проблемами и обороной границ от французской и анжуйской угроз, то после 1060 года, благодаря малолетству нового короля Франции и междоусобицам в Анжу, безопасность Нормандии была на какое-то время обеспечена, что открыло возможности для внешней экспансии. Хорошо развитая военно-ленная система и феодальная иерархия обеспечивали герцога Нормандского достаточно значительными, хорошо обученными и вооружёнными военными силами. Главной ударной силой армии была рыцарская конница. Широко применялись лучники. Значительную часть войска составлял наёмный контингент. В Нормандии была огромная масса мелких рыцарей, над которыми герцоги до Вильгельма не имели эффективного контроля и чья воинственность находила выход в походах в Италию, где уже сформировались нормандские графство Аверса и герцогство Апулия. Вильгельм смог собрать и привлечь к себе на службу этих рыцарей. Вильгельм был прекрасно знаком со всеми аспектами современного военного искусства. Он пользовался превосходной репутацией рыцаря и военачальника, привлёкшей в его армию людские ресурсы всей Северной Франции.

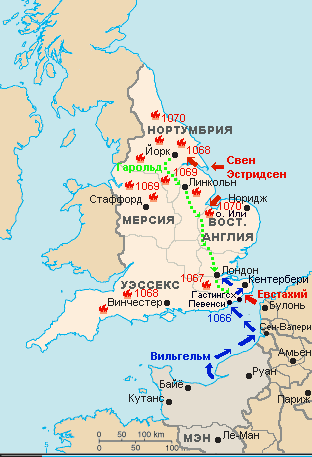
Нормандское завоевание Англии в 1066 г. и восстания англосаксов 1067—1070 гг.

В начале 1066 года Вильгельм начал подготовку к вторжению в Англию. Хоть он и получил одобрение этому предприятию от собрания баронов своего герцогства, однако выделяемых ими сил было явно недостаточно для столь крупномасштабной и продолжительной военной операции за пределами Нормандии. Репутация Вильгельма обеспечила приток в его армию рыцарей из Фландрии, Аквитании, Бретани, Мэна и нормандских княжеств Южной Италии. В результате собственно нормандский контингент составлял менее половины войска. Вильгельм также добился поддержки императора и, что ещё более важно, папы Александра II, который надеялся укрепить позиции папства в Англии и сместить архиепископа-отступника Стиганда. Папа не только поддержал притязания нормандского герцога на английский престол, но и, вручив своё освящённое знамя, благословил участников вторжения. Это позволило Вильгельму придать своему мероприятию характер «священной войны». Приготовления завершились к августу 1066 года, однако встречный северный ветер долгое время не позволял начать переправу через Ла-Манш. 12 сентября Вильгельм переместил своё войско из устья реки Див в устье Соммы, к местечку Сен-Валери, где ширина пролива была существенно меньше. Общая численность нормандской армии, по мнению современных исследователей, насчитывала 7—8 тыс. человек, для перевозки которых был подготовлен флот из 600 кораблей.
Подготовку к отражению нормандского вторжения вёл и английский король. Он созвал национальное ополчение с юго-восточных областей Англии и разместил войска вдоль южного побережья. Быстрыми темпами формировался новый флот, во главе которого встал король. В мае Гарольду удалось отразить набег своего мятежного брата Тостига на восточные регионы страны. Однако в сентябре англосаксонская система военно-морской обороны развалилась: нехватка продовольствия заставила короля распустить ополчение и флот.
Одновременно на английский престол выдвинул претензии король Норвегии Харальд III Суровый, чей предшественник в 1038 году заключил договор с Хардекнудом о взаимном наследовании королевств в случае бездетности одного из монархов. Вступив в союз с изгнанным из Англии братом Гарольда II Тостигом Годвинсоном, он также начал готовиться к завоеванию Англии
В середине сентября в северо-восточной Англии высадилась армия норвежского короля Харальда Сурового. Соединившись со сторонниками Тостига, норвежцы разгромили 20 сентября ополчение северных графств в битве при Фулфорде и подчинили Йоркшир. Король Англии был вынужден оставить свои позиции на южном побережье и стремительно двинуться на север. Объединив своё войско с остатками ополчения, 25 сентября в сражении при Стамфорд-Бридже Гарольд наголову разгромил норвежцев, Харальд Суровый и Тостиг были убиты, а остатки норвежской армии отплыли в Скандинавию. Однако значительные потери, понесённые англичанами в битвах при Фулфорде и Стамфорд-Бридже, особенно среди королевских хускарлов, подорвали боеспособность армии Гарольда.
Через два дня после битвы при Стамфорд-Бридже направление ветров в Ла-Манше изменилось. Немедленно началась погрузка нормандской армии на корабли, и поздним вечером 27 сентября флот Вильгельма отплыл из Сен-Валери. Переправа заняла всю ночь, и был момент, когда корабль герцога, сильно оторвавшись от основных сил, остался один, но английских судов в проливе не было, и перевозка армии благополучно завершилась утром 28 сентября в бухте у города Певенси. Нормандская армия не осталась в Певенси, окружённом болотами, а переместилась в Гастингс, более удобный порт со стратегической точки зрения. Здесь Вильгельм соорудил замок и стал ожидать подхода английских войск, отправляя небольшие отряды вглубь Уэссекса для ведения разведки и добычи провианта и фуража.
Узнав в Йорке о высадке нормандцев, Гарольд II разослал по стране приказы о призыве новых ополченцев и, не дожидаясь подкреплений, быстрым маршем двинулся на юг. Скорость его продвижения была так велика, что не позволяла дополнительным контингентам, набираемым в графствах, присоединиться к королевской армии. Более того, часть армии, преимущественно лёгкая пехота и лучники, отстала от основных сил. За десять дней Гарольд покрыл расстояние от Йорка до Лондона и, не теряя времени, выступил навстречу нормандской армии. Советники короля, в том числе родной брат Гирт, предлагали дождаться полного сбора войск и лишь затем атаковать противника. Историки считают это его главной стратегической ошибкой: так как Вильгельм находился на враждебной территории, отрезанный от своих баз Ла-Маншем, время играло на руку англичанам. Видимо, Гарольд стремился избежать разорения своих личных владений. Англосаксонские войска составляли по численности около 7000 человек, в основном участники битвы при Стамфорд-Бридже и ополчение из окрестностей Лондона. Несмотря на быстроту движения англичан, эффект неожиданности был упущен. Узнав о подходе Гарольда, 14 октября 1066 года нормандские войска атаковали англосаксонскую армию.
В битве при Гастингсе, несмотря на героическое сопротивление, английские войска были разгромлены. Победа нормандцев была обусловлена лучшей боеспособностью воинов, а также массовым применением лучников и тяжёлой конницы. Король Гарольд и два его брата были убиты, а несколько тысяч отборных английских воинов осталось лежать на поле боя. В стране не осталось лидера, способного организовать сопротивление нормандцам. Сражение при Гастингсе стало поворотным моментом в истории Англии.
После битвы при Гастингсе Англия оказалась открытой перед завоевателями. В течение октября — ноября 1066 года нормандской армией были захвачены Кент и Суссекс. Королева Эдита, вдова Эдуарда Исповедника и родная сестра Гарольда II, признала притязания Вильгельма, передав ему под контроль древнюю столицу англосаксонских правителей — Винчестер. Главным центром сопротивления оставался Лондон, где новым королём был провозглашён Эдгар Этелинг, последний представитель древней Уэссекской династии. Но войска Вильгельма окружили Лондон, опустошив его окрестности. Лидеры национальной партии — архиепископ Стиганд, эрлы Эдвин и Моркар, сам молодой Эдгар Этелинг — были вынуждены покориться.
В Уоллингфорде и Беркхэмстеде они принесли клятву верности Вильгельму и признали его королём Англии. Более того, они настояли на немедленной коронации герцога. Вскоре нормандские войска вошли в Лондон. 25 декабря 1066 года в Вестминстерском аббатстве Вильгельм был коронован королём Англии.

### Англо-Нормандская монархия

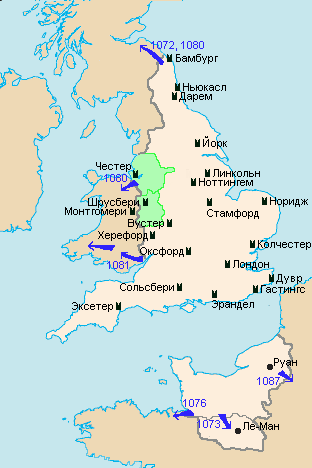
Англо-нормандская монархия в 1087 году и важнейшие английские замки. Зелёным цветом выделены Чеширская и Шропширская марки

Окончательно привести к подчинению Англию Вильгельму удалось только в 1070-е годы. Главным принципом организации системы управления завоёванной Англией было желание короля Вильгельма выглядеть законным преемником Эдуарда Исповедника. Конституционная основа англосаксонского государства была полностью сохранена: витенагемот трансформировался в Большой королевский совет, прерогативы англосаксонских королей в полном объёме перешли к англо-нормандским монархам (включая права обложения налогами и единоличного издания законов), была сохранена система графств во главе с королевскими шерифами. Объём прав землевладельцев определялся по состоянию на времена короля Эдуарда. Сама концепция монархии имела англосаксонский характер и резко контрастировала с состоянием королевской власти в современной Франции, где суверен отчаянно боролся за своё признание крупнейшими баронами государства. Особенно отчётливо принцип преемственности англосаксонскому периоду проявлялся в первые годы после завоевания (до восстания в Северной Англии 1069 года), когда значительная часть англосаксонских магнатов сохраняла свои позиции при дворе и влияние в регионах.
Однако, несмотря на всю видимость возвращения к «добрым временам» короля Эдуарда (после узурпации Гарольда), власть нормандцев в Англии опиралась, главным образом, на военную силу. Уже в декабре 1066 года началось перераспределение земель в пользу нормандских рыцарей, которое после «Опустошения Севера» 1069—1070 гг. приобрело всеобщий характер. К 1080-м годам англосаксонская знать была полностью уничтожена как социальный слой (за единичными исключениями) и замещена северофранцузским рыцарством. Небольшая группа наиболее знатных нормандских семей — ближайших соратников Вильгельма — получила более чем половину всех земельных наделов, а непосредственно король завладел примерно пятой частью земель Англии. Полностью изменился характер земельных держаний, который приобрёл классические феодальные черты: земли теперь предоставлялись баронам под условием выставления определённого количества рыцарей в случае необходимости королю. Вся страна покрылась сетью королевских или баронских замков (классический тип ранненормандского замка — деревянно-земляное укрепление, получившее название «мотт и бейли»), ставших военными базами, обеспечивающими контроль за округой, и резиденциями баронов или чиновников короля. Ряд областей Англии (Херефордшир, Чешир, Шропшир, Кент, Суссекс) был организован как военизированные территории, отвечающие за оборону границ. Особое значение в этой связи имели Чеширская и Шропширская марки, созданные Гуго д’Авраншем и Роджером де Монтгомери на границе с Уэльсом.
Величайшим достижением правления Вильгельма Завоевателя является всеобщая перепись земельных владений в Англии, осуществлённая в 1086 году, результаты которой были представлены в двухтомной Книге страшного суда. Это ценнейший источник по состоянию англо-нормандского общества конца XI века, не имеющий аналогов в средневековой Европе. При этом Вильгельму приходилось уделять немало времени и своим нормандским владениям и воевать с Шотландией, где нашла убежище значительная часть англосаксонской аристократии.
После смерти Вильгельма его владения оказались разделены между двумя сыновьями: старший сын, Роберт Куртгёз, получил Нормандию, второй сын, Вильгельм II, стал королём Англии. Но преемник Вильгельма II, Генрих I Боклерк смог вновь объединить Англию и Нормандию в единое англо-нормандское королевство.

Монархия Генриха I
Прочие зависимые территории

В конце правления Генриха I резко обострилась проблема наследования престола англонормандской монархии. Единственный законный сын короля Вильгельм Аделин погиб в 1120 году в кораблекрушении. В 1127 году Генрих I объявил своей наследницей дочь Матильду, вдову императора Генриха V. Однако значительная часть англонормандских баронов была недовольна перспективой вступления на престол женщины, тем более после брака Матильды с Жоффруа Плантагенетом, главой враждебного Нормандии Анжуйского дома. В итоге после смерти Генриха в 1135 году бароны избрали королём Стефана Блуасского, что было оспорено сторонниками Матильды. Аристократия страны разделилась на два враждующих лагеря и в течение около двух десятилетий вела междоусобную войну, осложнённую агрессией со стороны Шотландии и Анжуйского графства. Борьба завершилась в 1153 году, когда король Стефан признал своим наследником сына Матильды Генриха Плантагенета, который в следующем году вступил на английский престол и основал династию Плантагенетов. В английской историографии этот период известен под названием «Анархия» (англ. the Anarchy).
При Вильгельме Завоевателе началось завоевание Уэльса. В 1081 году Вильгельм предпринял поход в Южный Уэльс, результатом которого стало признание валлийскими правителями верховной власти короля Англии и закрепление существующих границ. Однако уже во второй половине 1070-х годов началось постепенное проникновение нормандских баронов приграничья на территорию Уэльса. Одним из первых лидеров этой экспансии стал Роберт Рудланский, который к концу 1070-х годов собственными силами завоевал северо-восточную часть Уэльса до реки Конуи, а в 1081 году, пленив короля Гвинеда, стал контролировать весь Северный Уэльс. Ослабление королевской власти в Англии после смерти Вильгельма Завоевателя в 1087 году дало толчок к активизации действий нормандских феодалов валлийского приграничья. К концу 1093 года были уничтожены валлийские королевства Брихейниог, Гвент и Морганнуг, а вся территория юго-восточного Уэльса и крайний юго-запад (Пембрукшир) были завоёваны англонормандскими баронами. На захваченной территории была возведена целая система замков (Рудлан, Дегануи, Монтгомери, Брекон, Кардифф, Кардиган, Пембрук и др.), которые стали опорными пунктами нормандской власти в регионе. Однако уже в 1094 году в Уэльсе вспыхнуло восстание и валлийцам удалось восстановить независимость Гвинеда и освободить северную часть Уэльса. Новые вторжения нормандских баронов на эту территорию были отражены. Экспедиция Генриха I в 1114 году также не принесла результата: хотя король Гвинеда признал сюзеренитет Англии, нормандцы были вынуждены уйти из Северного Уэльса. В Южном Уэльсе ситуация была более благоприятной: восстание к началу XII века сошло на нет, нормандская экспансия возобновилась, Кередигион, Гауэр и часть Кармартеншира попали под власть англонормандских баронов. В результате к 1135 году почти вся территория Южного Уэльса была завоёвана. Однако начавшаяся в 1137 году в Англии гражданская война позволила валлийцам вновь перейти в наступление. Нормандские бароны были изгнаны из внутренних областей Уэльса, и к 1154 году англонормандская власть сохранилась лишь в Пембрукшире, Гламоргане, Гауэре и некоторых регионах восточного Уэльса.
В результате нормандского завоевания Англии значительная часть англосаксонской аристократии нашла убежище в Шотландии. Шотландский король Малькольм III, женившись на сестре Эдгара Этелинга, встал на сторону англосаксов и неоднократно совершал набеги на североанглийские земли. Ответные экспедиции Вильгельма I и Вильгельма II в 1072, 1080 и 1091 годах не привели к стабилизации границы. Лишь в 1092 году английским войскам удалось захватить Карлайл и закрепиться в Камберленде. Ослабление шотландского государства после смерти Малькольма III в 1093 году позволило нормандцам перейти в наступление: в 1097 году при поддержке войск Вильгельма II к власти в Шотландии пришёл проанглийски настроенный король Эдгар. В его правление началось англо-шотландское сближение, достигшее своей кульминации при Давиде I (1124—1153). Давид I реформировал государственную систему Шотландии по английскому феодальному образцу и привлёк к себе на службу большое число англонормандских родов, которые получили земельные владения в Шотландии (Брюсы, Стюарты, Комины и др.). Это не помешало ему, однако, сразу после смерти Генриха I предпринять несколько грабительских рейдов на территорию Англии, выступая в поддержку императрицы Матильды. Хотя в «битве Штандартов» в 1138 году шотландские войска были разбиты, Давиду I удалось вынудить английского короля уступить ему Нортумберленд, Камберленд и обширные владения в Средней Англии. Новая англо-шотландская граница, образованная после этой передачи, оставалась практически неизменной до объединения королевств.

### Англия при Плантагенетах

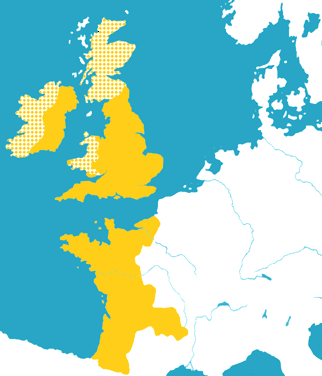
Держава Генриха II и зависимые территории

Став в 1154 году королём, Генрих II Плантагенет оказался правителем могущественного государства. От отца он унаследовал графства Мэн, графства Анжу, Турень, а также герцогство Нормандия. Кроме того, в 1152 году после брака с Алиенорой Аквитанской, разведённой супругой французского короля Людовика VII, его владения ещё увеличились, поскольку Алиенора владела большой территорией в Южной Франции: герцогствами Аквитания и Гасконь, графством Пуатье, в вассальной зависимости от неё находились графства Ла-Марш, Перигор, Овернь, а также виконтство Лимож. Владения Генриха, которые исследователи называют «Анжуйской державой», во много раз превышали владения королей Франции. В составе владений Генриха и его сыновей графства Анжу оставалось до 1204 года, пока король Франции Филипп II Август не отвоевал Анжу, Мэн, Турэнь и Нормандию у английского короля Иоанна Безземельного, присоединив их к королевскому домену. В руках английских королей осталась только большая часть Аквитании (Гиень) и некоторые осколки Нормандского герцогства, включая Нормандские острова.
Неудачное правление Иоанна Безземельного привело его к масштабному противостоянию с английскими баронами, поддержанными всеми свободными сословиями, что вылилось в принятие Великой хартии вольностей. Нежелание короля соблюдать её вылилось в новую гражданскую войну, в результате которой мятежные бароны пригласили на английский престол французского принца Людовика. Война прекратилась со смертью Иоанна в 1216 году, после чего знать признала королём его сына, малолетнего Генриха III. Новому королю также пришлось в 1264—1267 году воевать с мятежными баронами.
Во время правления Эдуарда I в 1272—1307 годах, наследника Генриха III, существенно укрепилась центральная власть. Стал регулярно созываться парламент (впервые он был созван ещё в 1265 году), появилась серия законодательных актов, регулирующих сферы преступлений и отношений собственности. Король подавил небольшое восстание в Уэльсе в 1276—1277 годах, а на второе восстание (1282—1283 годы) ответил полномасштабным завоеванием. Эдуард покорил Уэльс и поставил его под английское управление, построил множество замков и городов в сельской местности и заселил их англичанами. Уэльс сохранил отдельную правовую и административную систему и был поделён между лордами марки, которые были вассалами короля, и княжеством Уэльским, которое выделялось наследнику короля. Кроме того, после смерти в 1290 году шотландской королевы Маргарет Эдуард вмешался как арбитр в борьбу за шотландское наследство и определил преемником Маргарет Иоанна I Баллиоля, затем вторгся в Шотландию, заточил Баллиоля в Тауэр, в 1298 году разбил восстание Уильяма Уоллеса, захватил и казнил Уоллеса (1305 год), однако вскоре Роберт I Брюс поднял новое восстание и после смерти Эдуарда изгнал англичан из Шотландии. В середине 1290-х годов продолжающиеся военные действия привели к невыносимому росту налогов и Эдуард столкнулся с оппозицией, как со стороны баронов, так и со стороны церкви. Результатом было «Подтверждение Хартии» (Confirmato Cartarum), подписанное королём 5 ноября 1297 года.
Наследник Эдуарда I, Эдуард II, продолжил начатую отцом войну с Робертом Брюсом в Шотландии, но вёл её крайне неудачно: в 1314 году потерпел полное поражение в битве при Бэннокберне и позже был вынужден заключить тринадцатилетнее перемирие. На континенте Эдуард II вёл войну с французской короной, в результате которой потерял часть своих владений в Гиени. Также он постоянно конфликтовал с баронами из-за своих фаворитов. В 1311 году ему пришлось принять специальные ордонансы, ограничившие полномочия короны, и изгнать из страны своего любимца Пирса Гавестона, но вскоре эти решения были отменены. В результате началась гражданская война: группа баронов во главе с кузеном короля Томасом Ланкастерским взяла Гавестона в плен и казнила (1312 год). В дальнейшем друзьями и советниками Эдуарда стали члены семьи Диспенсеров, особенно Хью ле Диспенсер Младший. В 1321 году Ланкастер в союзе с ещё рядом баронов захватил земли Диспенсеров, но Эдуард разбил мятежников при Боробридже и казнил Ланкастера. На время король смог укрепить свою власть благодаря казням врагов и конфискациям их земель, но тайная оппозиция его режиму росла. Когда жена короля Изабелла Французская отправилась на континент для мирных переговоров в 1325 году, она выступила против Эдуарда и отказалась возвращаться. Её союзником и любовником стал изгнанник Роджер Мортимер; в 1326 году они высадились в Англию с небольшим отрядом. Режим Эдуарда пал, и король бежал в Уэльс, где был захвачен. В январе 1327 года Эдуард II отрёкся от престола в пользу своего четырнадцатилетнего сына Эдуарда III, а позже был убит.

Ход Столетней войны

Эдуард III по подстрекательству французского перебежчика Роберта д’Артуа начал в 1337 году Столетнюю войну за французский престол, права на который основывал на происхождении своей матери Изабеллы от Филиппа Красивого. Согласно введённому во Франции за несколько лет до этого салическому закону, женщинам запрещалось как наследовать корону, так и передавать эти права своим потомкам. Но английский правящий дом никогда не признавал этого закона, так как небезосновательно полагал, что принят он был Филиппом V исключительно с целью узурпации власти. При Эдуарде, благодаря военным талантам его сына принца Уэльского (Чёрного Принца), Англия одержала ряд крупных побед во Франции. В 1340 году он принял титул короля Франции, от которого отказался по мирному соглашению в Бретиньи (1360 год), однако в 1369 году притязания были возобновлены. Столетняя война с перерывами продолжалась до 1453 года и закончилась потерей практически всех владений на материке. За время Столетней войны жители королевства стали ощущать свою национальную идентичность, а английский язык в качестве разговорного вытеснил французский.
Наследником Эдуарда III стал его внук, Ричард II, ставший королём в десятилетнем возрасте. Он показал себя слабым и в то же время деспотичным правителем. Его расточительность и потворство фаворитам вызвали мятеж лордов-апеллянтов, с помощью парламента ограничивших полномочия монарха и фактически узурпировавших власть в Англии. Позднее король сумел освободиться от опеки и расправиться с апеллянтами, но в 1399 году был свергнут своим двоюродным братом Генрихом Болингброком и заключён в замок Понтефракт, где вскоре умер, а сам Генрих был коронован под именем Генриха IV, основав династию Ланкастеров, и правил до 1413 года. Его сын, Генрих V, в 1415 году возобновил Столетнюю войну. Он разгромил французов в битве при Азенкуре (1415). По договору в Труа (1420 год) стал наследником французского короля Карла VI Безумного и получил руку его дочери Екатерины. Позже он продолжил войну с не признавшим договора сыном Карла, дофином (будущим Карлом VII), и во время этой войны умер в 1422, всего за два месяца до смерти Карла VI. Его малолетний сын Генрих VI стал единственным из английских королей, который действительно был коронован французской короной. Однако во время его правления были потеряны практически все владения во Франции, за исключением Кале. Кроме того, он унаследовал от своего деда психическое расстройство, что приводило к приступам безумия. Женившись на Маргарите Анжуйской, полностью подпал под её влияние. Во время его правления в 1455 году началась война Алой и Белой Розы с домом Йорков, закончившуюся поражением королевских войск, гибелью Генриха и его сына и пресечением династий Ланкастеров. Однако в 1485 году в Англию вторгся Генрих Тюдор, предъявивший права на престол как потомок Джона Гонта, отца короля Генриха IV. Король Ричард III погиб в битве при Босворте, после чего Генрих Тюдор короновался под именем Генриха VII, основав династию Тюдоров.

### Тюдоровская Англия
Генрих VII был валлийцем по происхождению. При его правлении Уэльс был включён в состав Королевства Англии и отныне был представлен в парламенте Англии. Права на престол Генрих подкрепил женитьбой на дочери Эдуарда IV Йоркского, Елизавете; таким образом, дома Ланкастеров и Йорков объединились.
После Генриха VII царствовал его сын Генрих VIII, а затем трое детей последнего: Эдуард VI, Мария I и Елизавета I. Между царствованиями Эдуарда и Марии престол был на несколько дней узурпирован правнучкой Генриха VII леди Джейн Грей.
Время Тюдоров — период Возрождения в Англии, становления абсолютизма, активного участия страны в европейской политике, расцвета культуры (материальной и духовной), экономических реформ (огораживания), приведших к обнищанию (пауперизации) значительной части населения. Одно из самых драматических событий периода — Английская реформация, предпринятая Генрихом VIII по личным причинам (отсутствие санкции Рима на новый брак), Контрреформация и репрессии против протестантов при Марии.
В 1558 году, во время правления Марии I, был потерян Кале — последнее оставшееся континентальное владение королевства. Во время правления её преемницы, Елизаветы I, в королевстве произошёл возврат к англиканству. Она также начала наращивать военно-морские силы королевства на фундаменте, заложенном Генрихом VIII. К 1588 году её новый флот был достаточно силён, чтобы одержать морскую победу над испанской «Непобедимой армадой». Это было очень важным политическим событием, которое упрочило единство нации.
При Тюдорах Англия достигла Америки (экспедиция Кабота — конец XV века) и начала её колонизацию.

### Англия при Стюартах
Так как дети Генриха VIII не оставили потомства, со смертью Елизаветы I династия Тюдоров пресеклась. Самым близким родственником династии стал король Шотландии Яков VI, сын ранее казнённой по приказу Елизаветы I Марии Стюарт, которая была дочерью Якова V, матерью которого была сестра Генриха VIII Маргарита Тюдор. Таким образом, после Елизаветы престол перешёл к Якову (ставшему королём Англии как Яков I), и династия Стюартов стала царствовать в обоих королевствах Британских островов. В 1604 году король Яков I принял титул «король Великобритании» (англ. King of Great Britain), однако английский и шотландский парламенты не признавали этот титул до 1707 года.
В 1607 году была основана первая английская колония в Америке — Вирджиния, а в 1609 году открыта торговая фактория англичан в Индии.
Политика абсолютизма и церковные реформы Карла I, наследника Якова I, вызвали восстания в Шотландии и Ирландии и Английскую революцию. В ходе гражданских войн Карл I потерпел поражение, был предан суду парламента и казнён 30 января 1649 года в Лондоне. Королевство было упразднено и заменено на протекторат, который возглавил Оливер Кромвель. Но вскоре после смерти Кромвеля в 1660 году произошла реставрация монархии и королём был провозглашён Карл II, сын Карла I. Его преемник, Яков II, бывший ярым католиком и начал проводить политику, вызвавшую крайнее неудовольствие протестантского большинства и привело к революции, в результате которой он был свергнут и бежал во Францию. Королевой Англии, Шотландии и Ирландии были признаны его дочь, Мария II и её супруг, Вильгельм Оранский. Во время их правления были проведены глубокие реформы, заложившие основу политической и экономической системы страны. В эти годы начинается стремительный взлёт Англии и её превращение в могучую мировую державу. Одновременно закладывается традиция, по которой власть монарха ограничивается рядом законоположений, установленных фундаментальным «Биллем о правах». Так в стране произошла окончательная смена абсолютной монархии на конституционную, существующую и в наши дни. Уменьшилась дискриминация протестантских меньшинств (Акт о веротерпимости), но сохранилась, а затем усилилась дискриминация католиков — они, в частности, согласно акту о престолонаследии, не могли занимать престол и лишались права голоса.
Поскольку Мария и Вильгельм не имели детей, то после смерти Вильгельма ему наследовала Анна, сестра Марии, ставшая последней представительницей династии Стюартов на престоле.

### Уния с Шотландией
В это время Королевство Ирландия подчинялась Англии, Уэльс входил в её состав, однако Шотландское королевство оставалась независимым суверенным государством с собственным парламентом и законами. «Акт о престолонаследии», изданный в 1701 году парламентом Англии, действовал в Англии и Ирландии, но не в Шотландии, где большинство желало сохранить династию Стюартов (мужскую ветвь) и её права на трон.
В своей первой речи к парламенту королева Анна провозгласила, что «чрезвычайно необходимо» объединить Англию и Шотландию, и в октябре 1702 года в её бывшей резиденции Кокпит для обсуждения условий собралась англо-шотландская комиссия. Переговоры завершились в начале февраля 1703 года: достичь соглашения не удалось.
Парламент Шотландии ответил на английский Акт о престолонаследии, приняв собственный Акт о безопасности, согласно которому, если у королевы не будет больше детей, то парламент сам выберет следующего монарха Шотландии из числа протестантских потомков королевского рода Шотландии. Этот наследник не мог одновременно стать королём Англии, если Англия не гарантирует полную свободу торговли шотландским купцам. Сначала Анна не дала королевскую санкцию на этот Акт, но когда в следующем году шотландский парламент пригрозил остановить поставки, уменьшив таким образом шотландскую поддержку английских войн, она на него согласилась
В свою очередь, английский парламент издал Акт об иностранцах с угрозой ввести экономические санкции и провозгласить шотландских подданных иностранцами в Англии, если Шотландия не отменит Акт о безопасности или не начнёт процесс объединения с Англией. Шотландия выбрала последнее; парламент Англии согласился отменить Акт об иностранцах, и в начале 1706 года Анна назначила новую комиссию, которая должна была обсудить условия объединения.
Договор, состоявший из списка правовых положений об объединении (англ. Articles of Union), одобренный членами комиссии, был представлены Анне 23 июля 1706 года и ратифицированы английским и шотландским парламентами 16 января и 6 марта 1707 года соответственно. По Акту об унии, 1 мая 1707 года Англия и Шотландия были объединены в одно королевство под названием «Великобритания», с единым монархом ипарламентом.

## Структура королевства
Территория королевства после нормандского завоевания была разделена на графства, которые в большинстве случаев были правопреемниками прежних англосаксонских графств. Данная система просуществовала до 1889 года. В отличие от частично самоуправляющихся древних боро, которые охватывали городские районы, графства средневековой Англии прежде всего обеспечивали власть центрального правительства, позволяя монархам осуществлять контроль над страной через своих представителей — первоначально шерифов, а затем лордов-наместников — и подчинённых им мировых судей. Первоначально графства использовались для отправления правосудия, сбора налогов и организации вооружённых сил, а затем для местного самоуправления и избрания парламента.
Хотя к моменту завоевания Вильгельмом Завоевателем вся Англия была разделена на ширы, формирование графств продолжалось вплоть до XVI века. Из-за различного происхождения графства значительно различались по размеру. Границы графств были довольно статичными в период между Законами об Уэльсе XVI века и Законом о местном самоуправлении 1888 года. Каждое графство отвечало за сбор налогов для центрального правительства, местную оборону и правосудия через ассизы (суды присяжных).
Право феодальных баронов контролировать своё владение землёй было значительно ослаблено в 1290 году статутом Quia Emptores. После отмены феодального владения во время английской революции феодальные бароны практически исчезли, что подтверждается Законом об отмене землевладения 1660 года, принятым в рамках Реставрации, которая отменила рыцарскую службу и другие законные права. Земли, на которые распространялось такое владение, в том числе бывшие феодальные баронии, отныне держались как сокаж (то есть в обмен на денежную ренту). По итогам рассмотрения дела Фицуолтера в 1670 году было постановлено, что раз держание бароний уже в течение многих лет не действовало, то титул пэра на их основе, означающий право заседать в Палате лордов, не давался, равно как и не должно быть права наследования, основанного на них.
После завоевания Уэльса Эдуардом I в 1284 году был принят Ридланский статут. Согласно ему Уэльс сохранял отдельную правовую и административную систему и становился частью Англии. Земли, ранее принадлежавшие князьям Гвинеда, были разделены между лордами марки, которые были вассалами короля, и княжеством Уэльским, которое передавалось под управление принцу Уэльскому (данный титул давался наследнику короля начиная с будущего Эдуарда II). В 1472 году Эдуард IV для управления землями княжества Уэльс и граничащими с ним графствами создал Совет Уэльса и Марок, который располагался в замке Ладлоу. Этот совет просуществовал до 1689 года. Части Валлийской марки, которые после завоевания нормандцами управлялись лордами-наместниками в значительной степени независимо от английского короля, были включены в английские графства Шропшир, Херефордшир и Глостершир в 1535 году. Акты о законах Уэльса, принятые в 1535—1542 годах Генрихом VIII, привели к присоединению Уэльса к Англии и созданию единой государственной и юридической юрисдикции, которая обычно фигурирует под названием Англия и Уэльс.
Для управления Северной Англией в 1472 году Эдуардом IV был создан также Совет Севера. На протяжении всей своей истории он располагался в Йоркшире: сначала в замках Шериф-Хаттон и Сандал, а затем в Кингз-Манор. Генрих VIII восстановил Совет после Реформации в Англии, когда север стал ассоциироваться с Римско-католической церковью. Он был распущен в начале Гражданской войны в Англии.
В 1537—1540 годах для управления Уэст-Кантри существовал Совет Запада.